# Marius de Leeuw
Marius de Leeuw ('s-Hertogenbosch, 1915 – Helvoirt, 2000) was een Nederlands beeldend kunstenaar. Hij verwierf vooral bekendheid met monumentale glas-in-loodramen en wanddecoraties in uiteenlopende technieken. Deze bevinden zich verspreid over Nederland in vele kerken en publieke gebouwen. De Leeuw vervaardigde daarnaast ook schilderijen, gouaches, tekeningen, aquarellen en grafiek. Hij schilderde veelal mensfiguren, stillevens en abstracte werken. In zijn vrije werk, dat als divers kan worden aangemerkt, speelt harmonieus kleuronderzoek een hoofdrol.

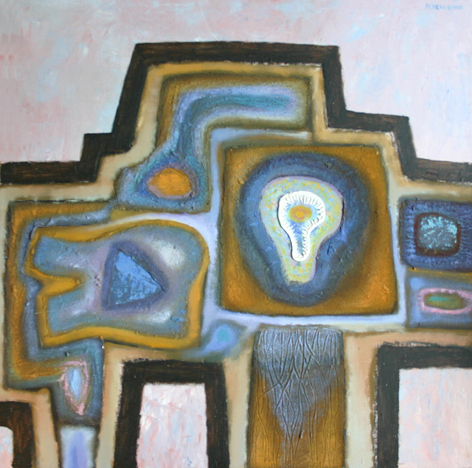
zonder titel, rond 1960-1970

## Opleiding
De Leeuw volgde zijn opleidingen aan de School voor Kunst, Techniek en Ambacht in 's-Hertogenbosch, de Academie voor Beeldende Kunsten in Rotterdam en de Rijksakademie van Beeldende Kunsten in Amsterdam. De Leeuw was aan de Rijksakademie student van Heinrich Campendonk, afdeling monumentale en versierende kunst, glas in lood, fresco, sgrafitto en mozaïek. In 1947 ontving De Leeuw de Prix de Rome voor monumentale en versierende kunst, met een stipendium voor drie jaar. Het winnende ontwerp werd pas in 2005 uitgevoerd in glas-in-lood. Dit raam hangt nu in het Koning Willem I College in 's-Hertogenbosch.
Nadien kreeg De Leeuw nog diverse onderscheidingen voor zijn werk (o.a. zilveren Jeroen Boschpenning, cultuurprijs Noord-Brabant, ridder in de orde van Oranje-Nassau). In 1953 werd hij docent aan de Koninklijke Academie voor Kunst en Vormgeving in 's-Hertogenbosch. Van 1973 tot aan zijn pensionering in 1980 was hij adjunct-directeur van deze kunstacademie.

## Werk in publieke ruimte (selectie)
- 1946 Muurschildering Mariakapel 'Hertogin van Brabant', Grave
- 1947 Mozaïktabeaus Sint-Joostkapel, Breda
- 1952 plafondschildering Sint-Josephkerk, Amsterdam
- 1954 Raam Sint-Martinuskerk, Gennep
- 1958 Raam Sint Maartenskliniek, Ubbergen
- 1958 Raam Grassofabriek, 's-Hertogenbosch
- 1963 Raam kapel Carolus ziekenhuis, in 1989 verhuisd naar Maria Reginakerk, Boxtel, in 2009 verhuisd naar Jeroen Bosch Ziekenhuis[1][2]

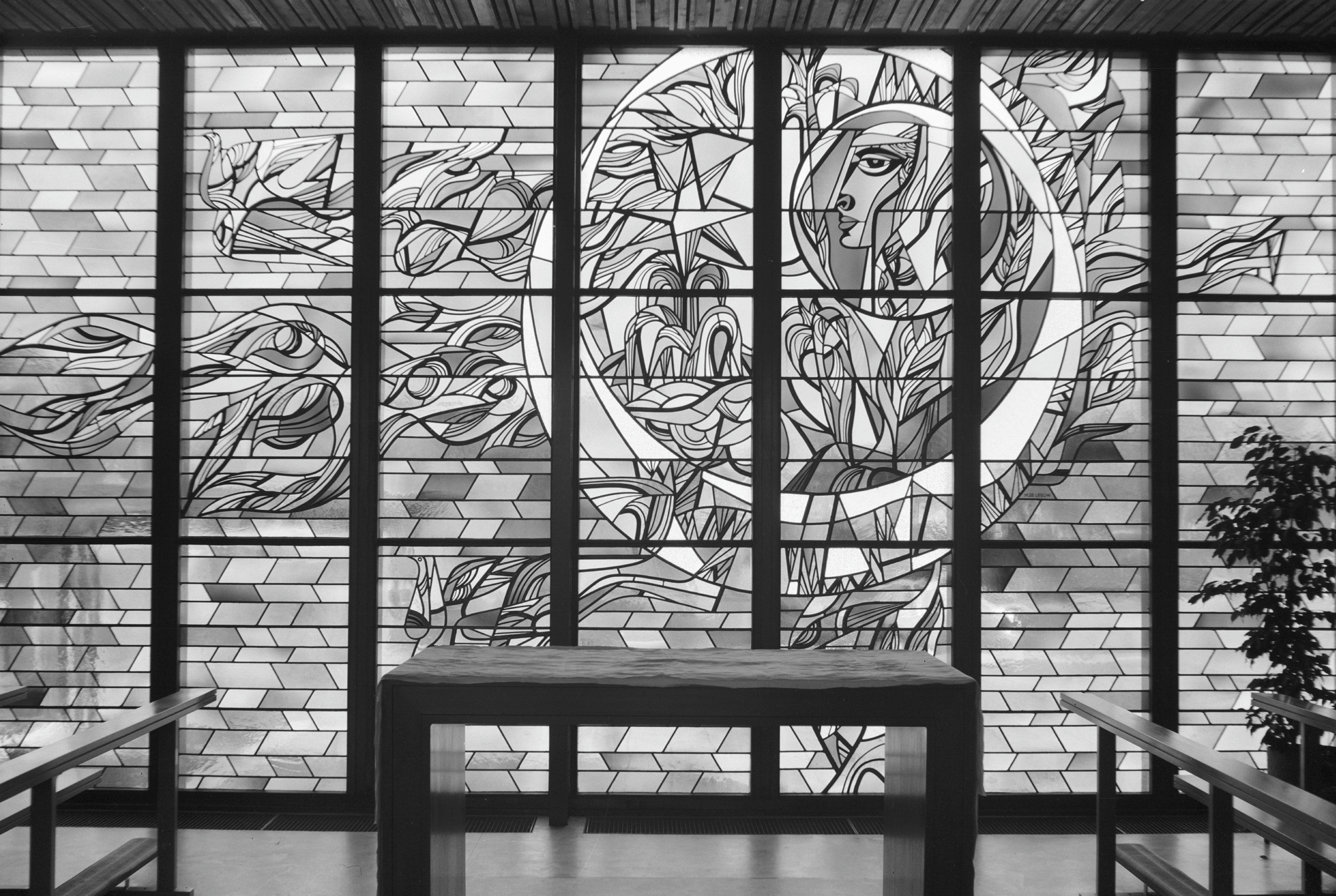
1964 Raam kloosterkapel Taleninstituut Regina Coeli, Vught
- 1964 Ramen Jozefkerk, Zaandam
- 1964 Mozaïeken Cambreur College, Dongen
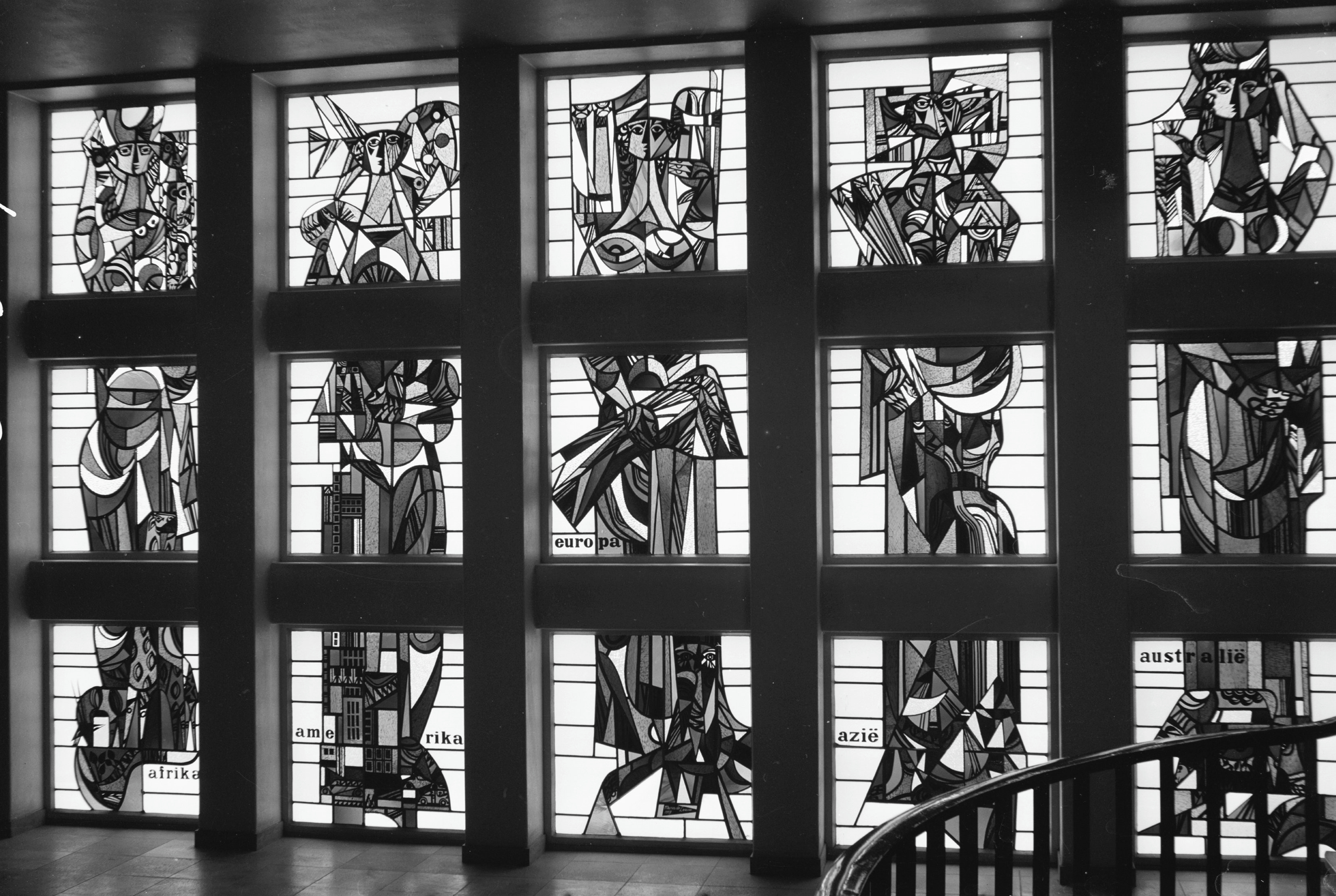
1966 Raam noordtransept Sint-Janskathedraal, 's-Hertogenbosch
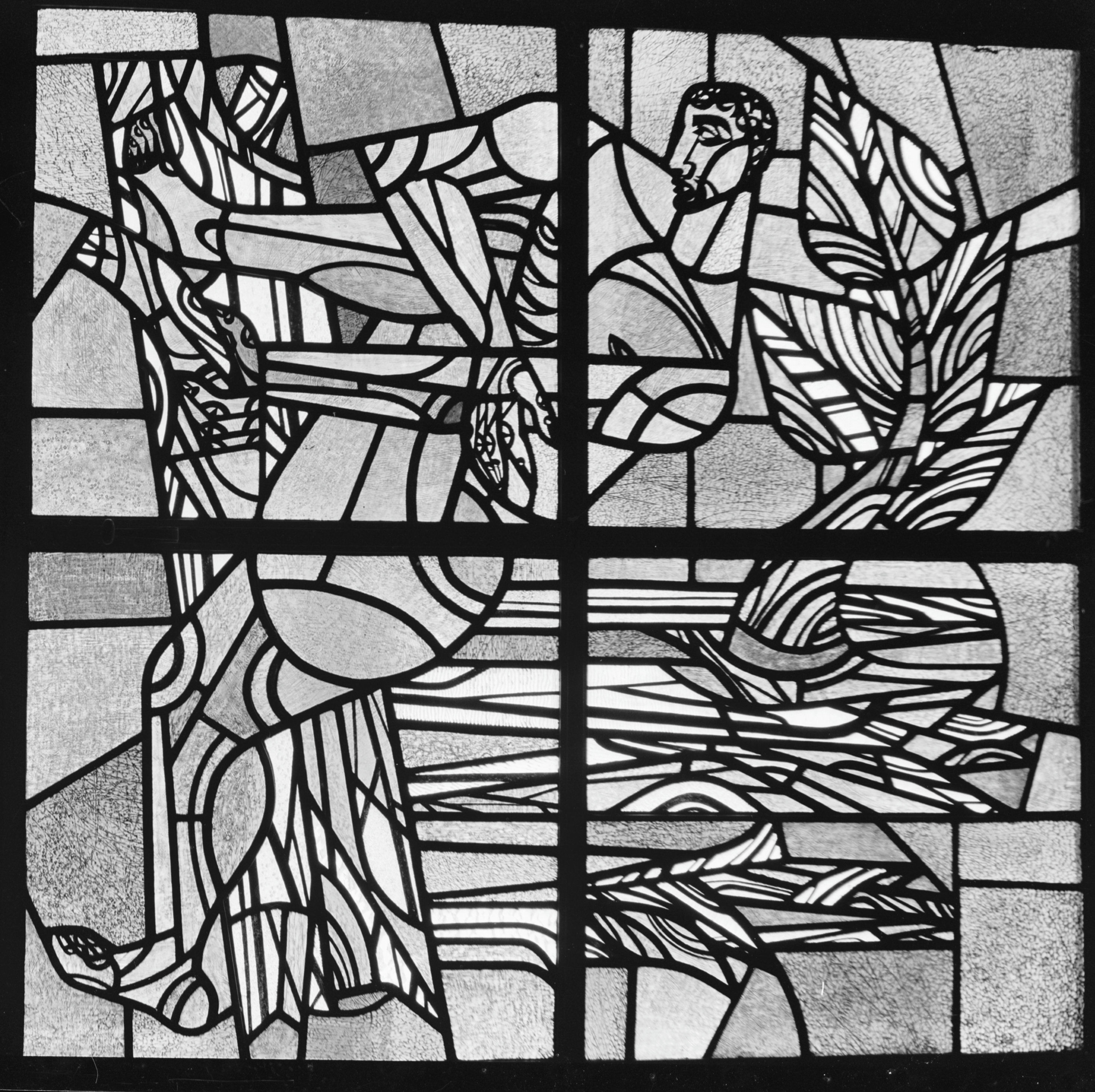
Stadhuis Eindhoven
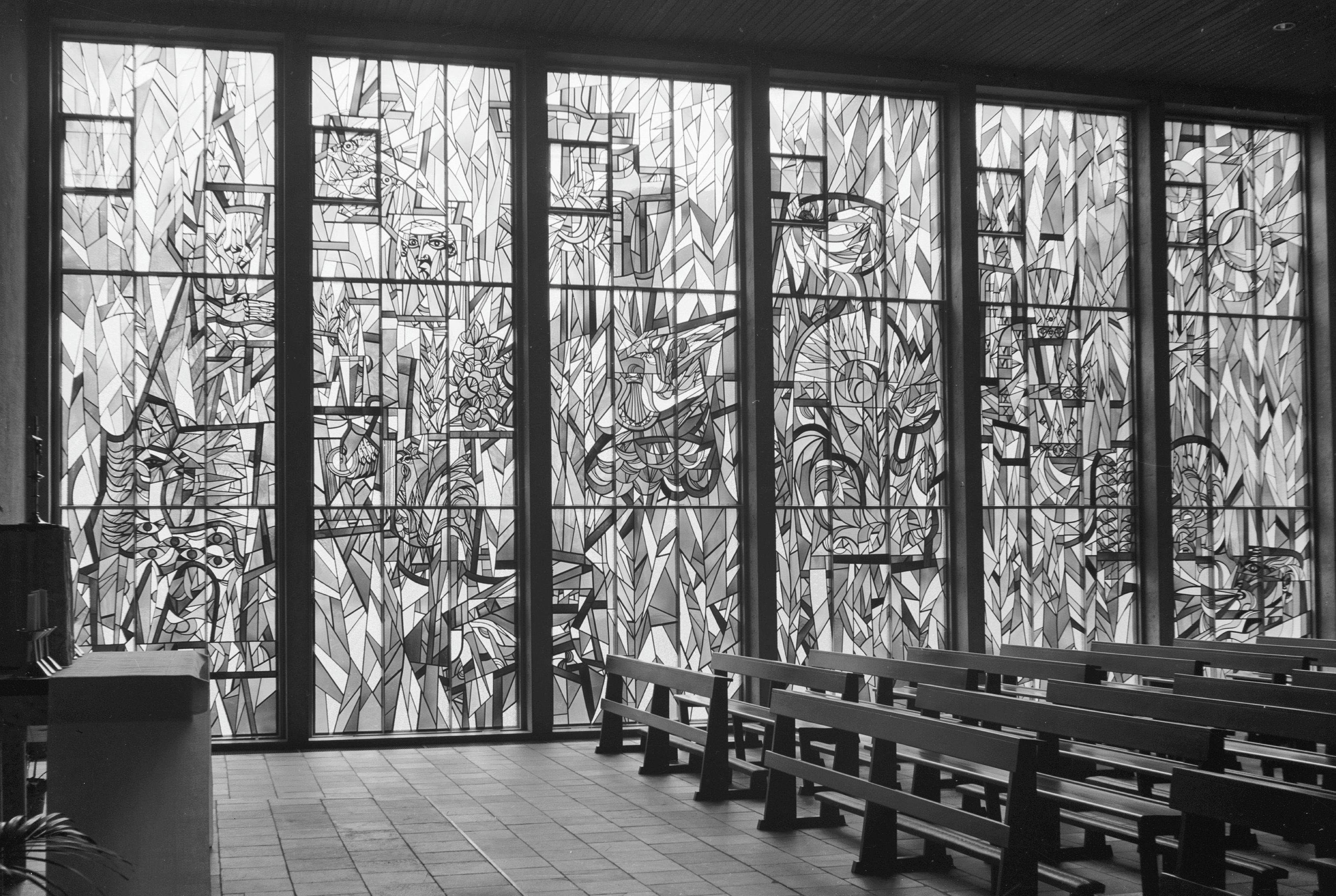
1996 gedenkraam in de Sint-Petruskerk (Vught)
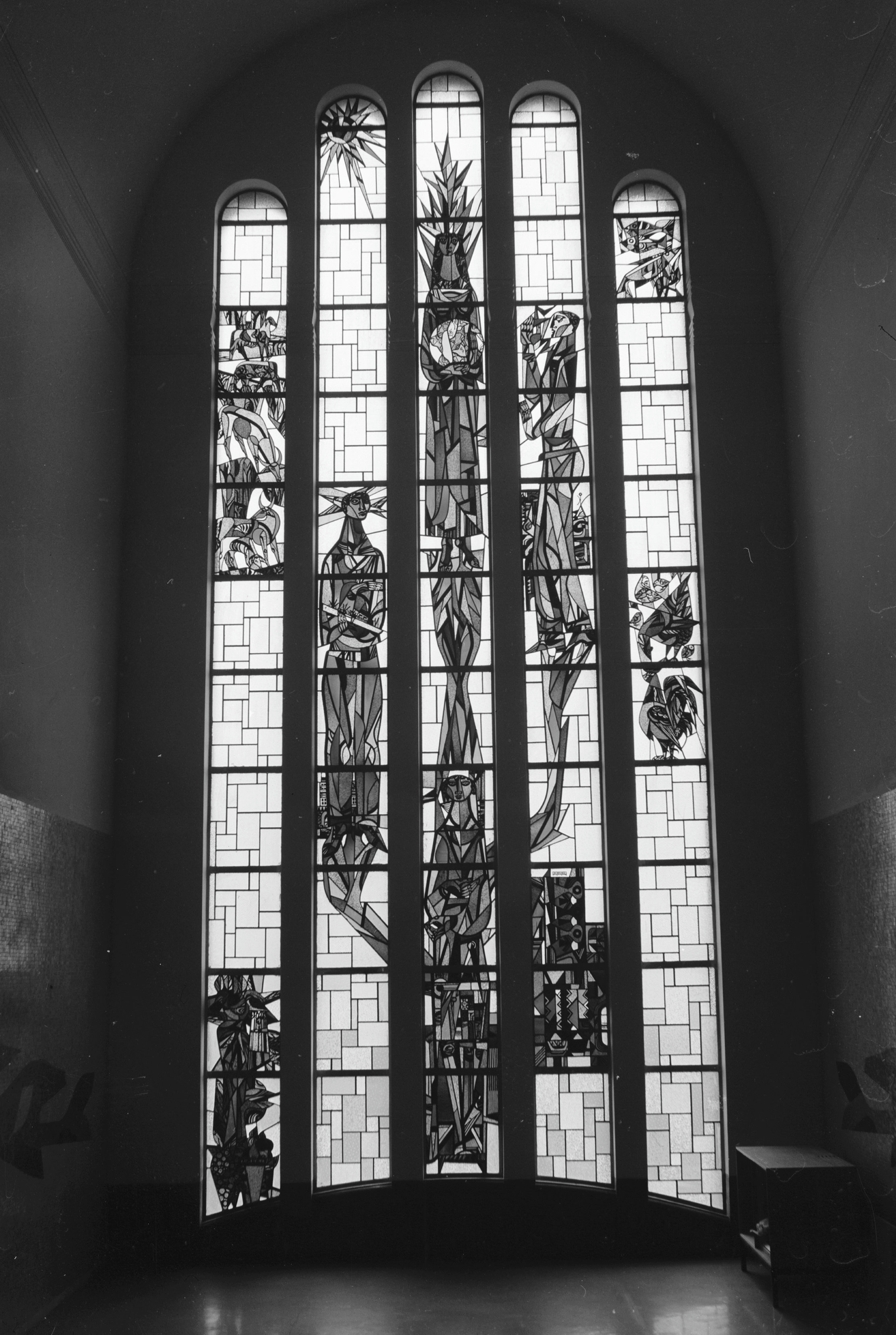
Grasso fabriek

- 2005 Raam Koning Willem I College, 's-Hertogenbosch